# Osiedle Sportowe
Osiedle Sportowe (do roku 1958 Osiedle B-2 Północ) – zabytkowe osiedle w Krakowie, jedno z osiedli starszej części Nowej Huty, w dzielnicy XVIII, niestanowiące jednostki pomocniczej niższego rzędu w ramach dzielnicy.

## Położenie
Osiedle Sportowe położone jest na północ od centrum Nowej Huty. Otaczają je:
- od zachodu – os. Krakowiaków i al. Róż
- od południa – os. Zielone i ul. Mościckiego
- od wschodu – os. Szkolne i ul. Wojciechowskiego
- od północy – ul. Bulwarowa

## Urbanistyka i infrastruktura
Osiedle Sportowe należy do grupy osiedli projektowanych i budowanych w latach 1950–1955. Do tej grupy należą również osiedla Krakowiaków, Górali, Teatralne, Zielone, Stalowe, Szkolne, Ogrodowe i Młodości. Charakteryzuje je zastosowanie przez urbanistów i architektów rozwiązań będących odpowiedzią na krytykę zrealizowanych jako pierwszych w Nowej Hucie osiedli Wandy, Willowego i Na Skarpie. Owa krytyka dotyczyła w przeważającej części niskiej intensywności zabudowy – pozostawienia dużych, niezabudowanych przestrzeni pomiędzy budynkami. Planując m.in. osiedle Sportowe przewidziano większe zintensyfikowanie zabudowy, poprzez projektowanie zwartych układów wielokondygnacyjnych budynków, które łączono w ciągi zabudowy „parawanowej”, oddzielające wnętrza osiedli od głównych ulic. Taką zabudowę zrealizowano od strony ulicy Mościckiego i Wojciechowskiego, w południowej i wschodniej części osiedla. Zabudowę wewnętrznej i północnej części osiedla stanowią piętrowe, jednoklatkowe bloki mieszkalne projektu Franciszka Adamskiego. Autorem projektu urbanistycznego osiedla Sportowego jest Stanisław Juchnowicz.
Na osiedlu znajduje się ponadto Zespół Szkół Specjalnych nr 14 (os. Sportowe 28) oraz Dom Pomocy Społecznej (os. Sportowe 9). Osiedle należy do Parafii Matki Bożej Pocieszenia.

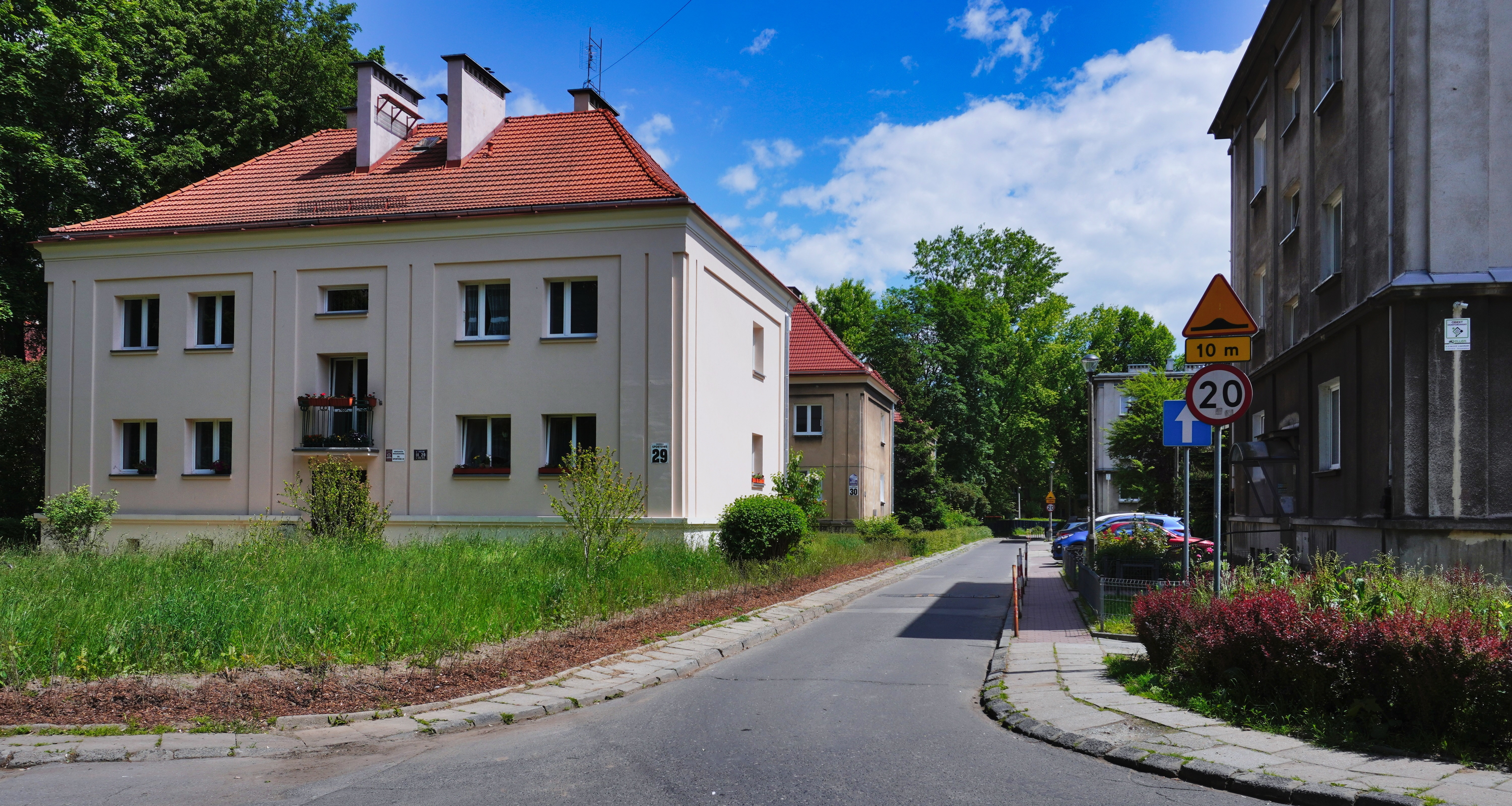
Wnętrze osiedla, bloki 26, 29 i 30
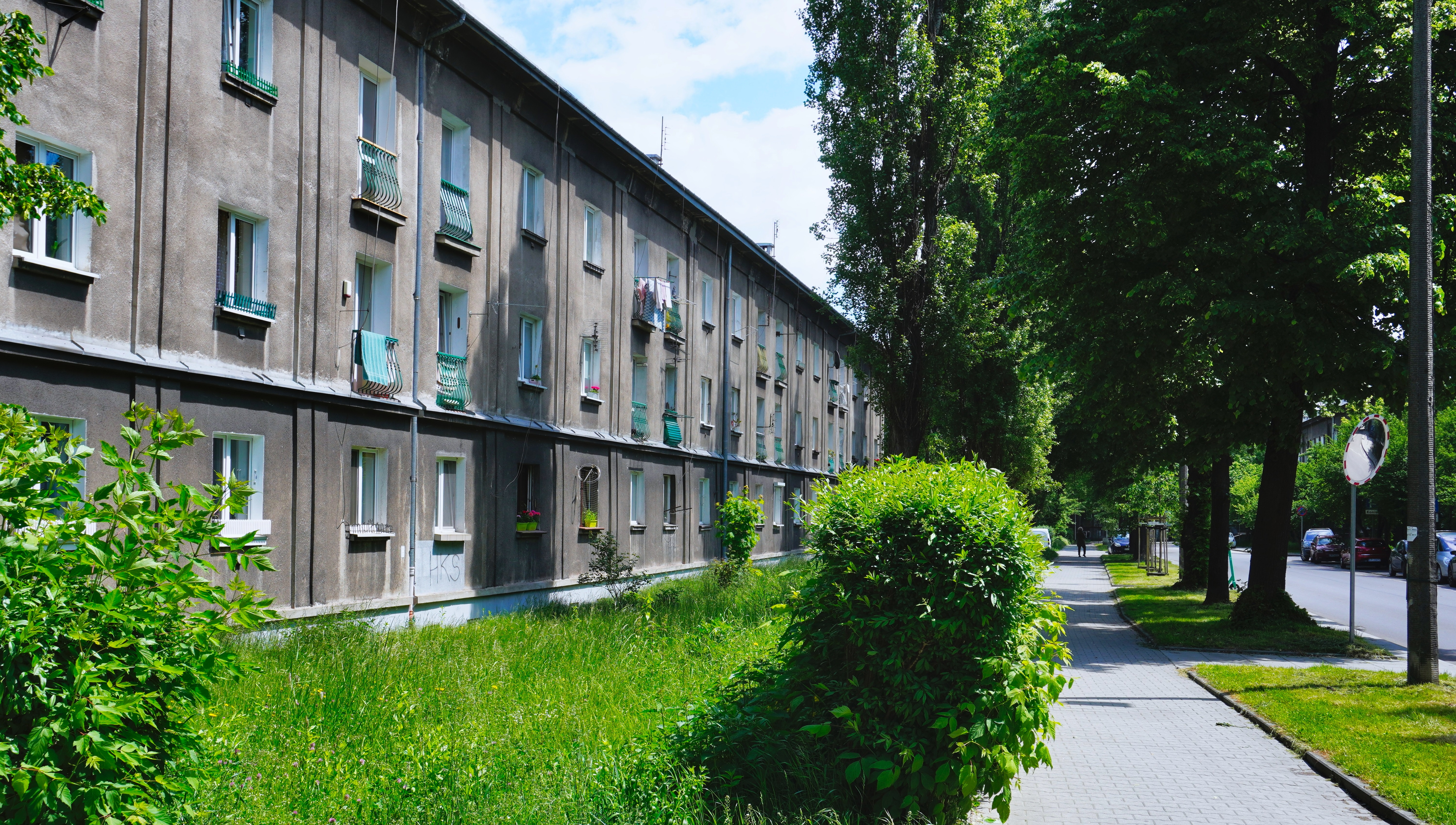
Osiedle od strony ul. Mościckiego
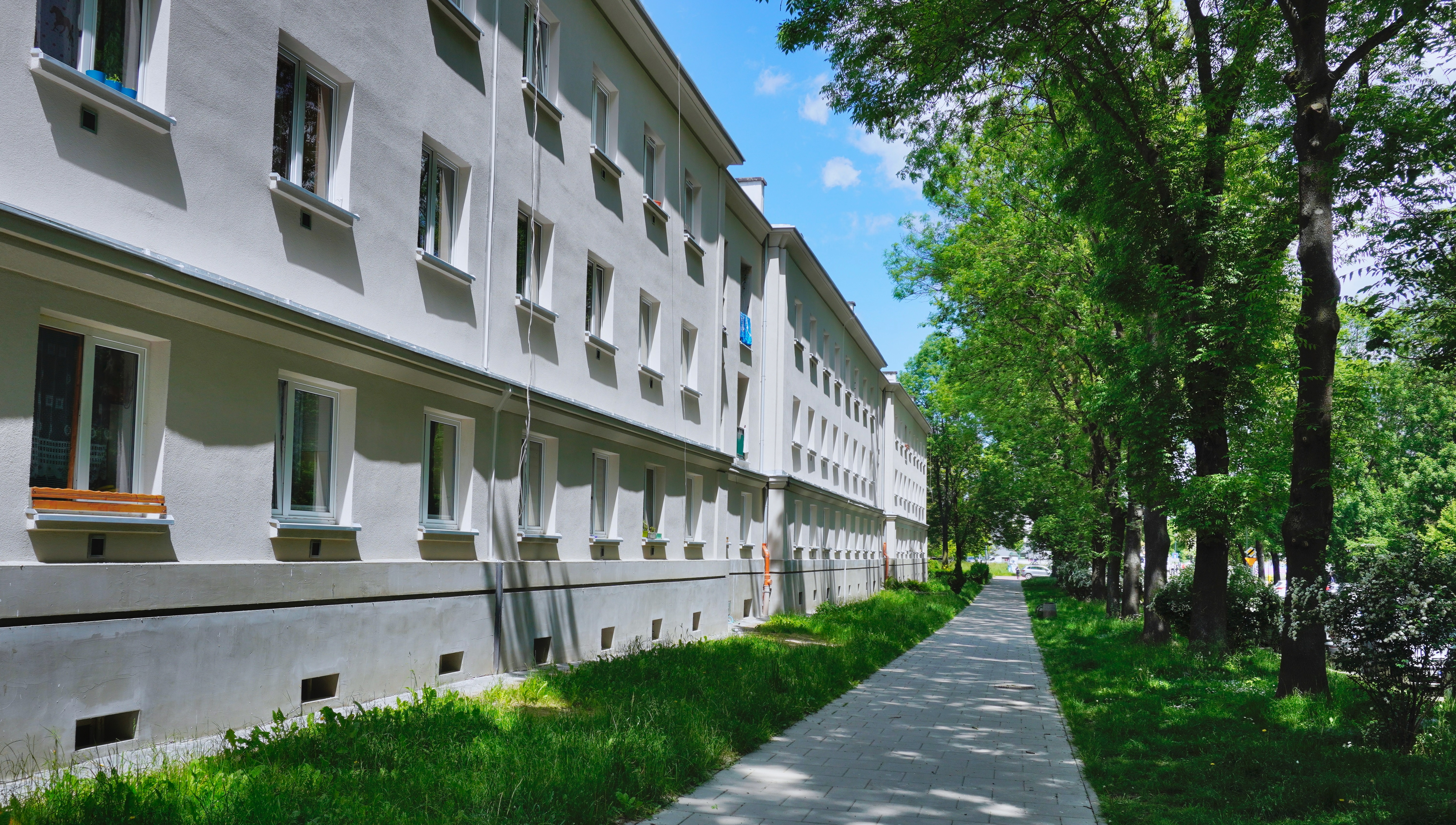
Wschodnia strona osiedla, zabudowa wzdłuż ul. Wojciechowskiego